# Åke Lindman

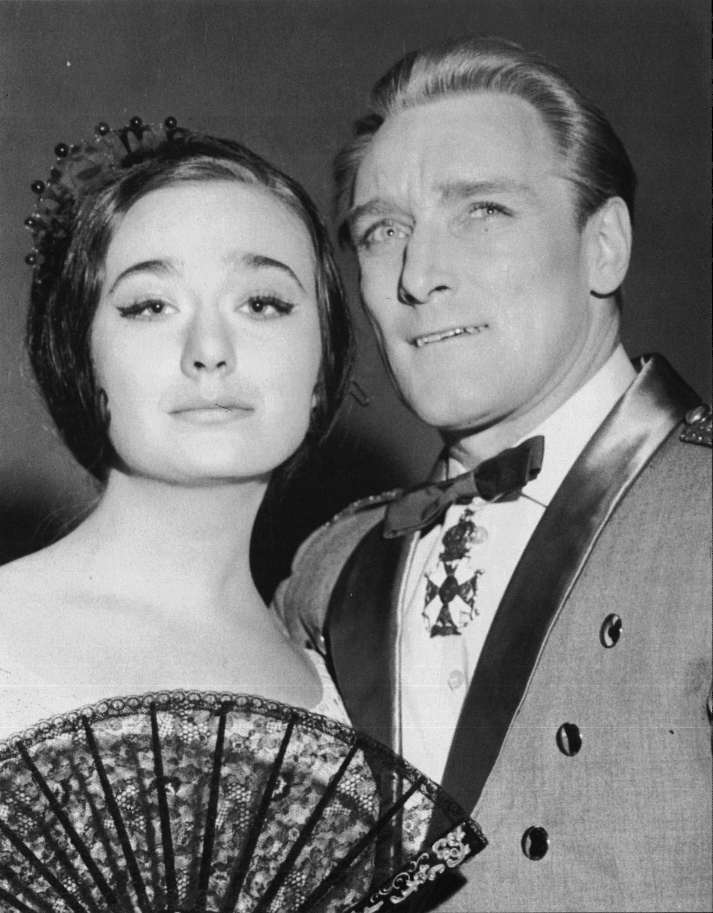
Iris-Lilja Lassila & Åke Lindman 1963

Åke Leonard Lindman (Helsinki, 11 de janeiro de 1928 – Espoo, 3 de março de 2009) foi um diretor, ator, e futebolista finlandês.